# Champignolles, Eure
 Champignolles là một xã thuộc tỉnh Eure trong vùng Normandie miền bắc nước Pháp.